# 史丹利百得
史丹利百得（英語：Stanley Black & Decker, Inc.）是美国的一家五金公司，为财富美国500强之一，它由斯坦利公司（The Stanley Works）和百得公司（Black & Decker）在2010年3月12日合并而成。
该公司的历史可以追溯到弗雷德里克·特伦特·斯坦利于1843年成立斯坦利螺丝厂（Stanley's Bolt Manufactory），它在1920年和Stanley Rule and Level Company合并。二战期间作为军工厂曾获得政府表彰。

## 扩展阅读
- Walter, John. . Ohio: The Tool Merchant. 1996. ISBN 1-878911-02-3.

## 外部连接
- 官方网站 （页面存档备份，存于）
- - Stanley Black & Decker的商業數據：Google Finance
  - Yahoo! Finance
  - Reuters
  -  SEC filings